# Parachalcerinys minuta
Parachalcerinys minuta är en stekelart som först beskrevs av Girault 1928.  Parachalcerinys minuta ingår i släktet Parachalcerinys och familjen sköldlussteklar. Inga underarter finns listade i Catalogue of Life.